# Major Brigadeiro Trompowsky Airport
Major Brigadeiro Trompowsky Airport är en flygplats i Brasilien.   Den ligger i kommunen Varginha och delstaten Minas Gerais, i den sydöstra delen av landet, 700 km söder om huvudstaden Brasília. Major Brigadeiro Trompowsky Airport ligger 919 meter över havet.
Terrängen runt Major Brigadeiro Trompowsky Airport är varierad. Runt Major Brigadeiro Trompowsky Airport är det tätbefolkat, med 266 invånare per kvadratkilometer.. Närmaste större samhälle är Varginha, 6,2 km nordost om Major Brigadeiro Trompowsky Airport.
Omgivningarna runt Major Brigadeiro Trompowsky Airport är huvudsakligen savann.